# Liste des meilleurs marqueurs en basket-ball
 (avril 2024).
Si vous disposez d'ouvrages ou d'articles de référence ou si vous connaissez des sites web de qualité traitant du thème abordé ici, merci de compléter l'article en donnant les références utiles à sa vérifiabilité et en les liant à la section « Notes et références ».
En pratique : Quelles sources sont attendues ? Comment ajouter mes sources ?

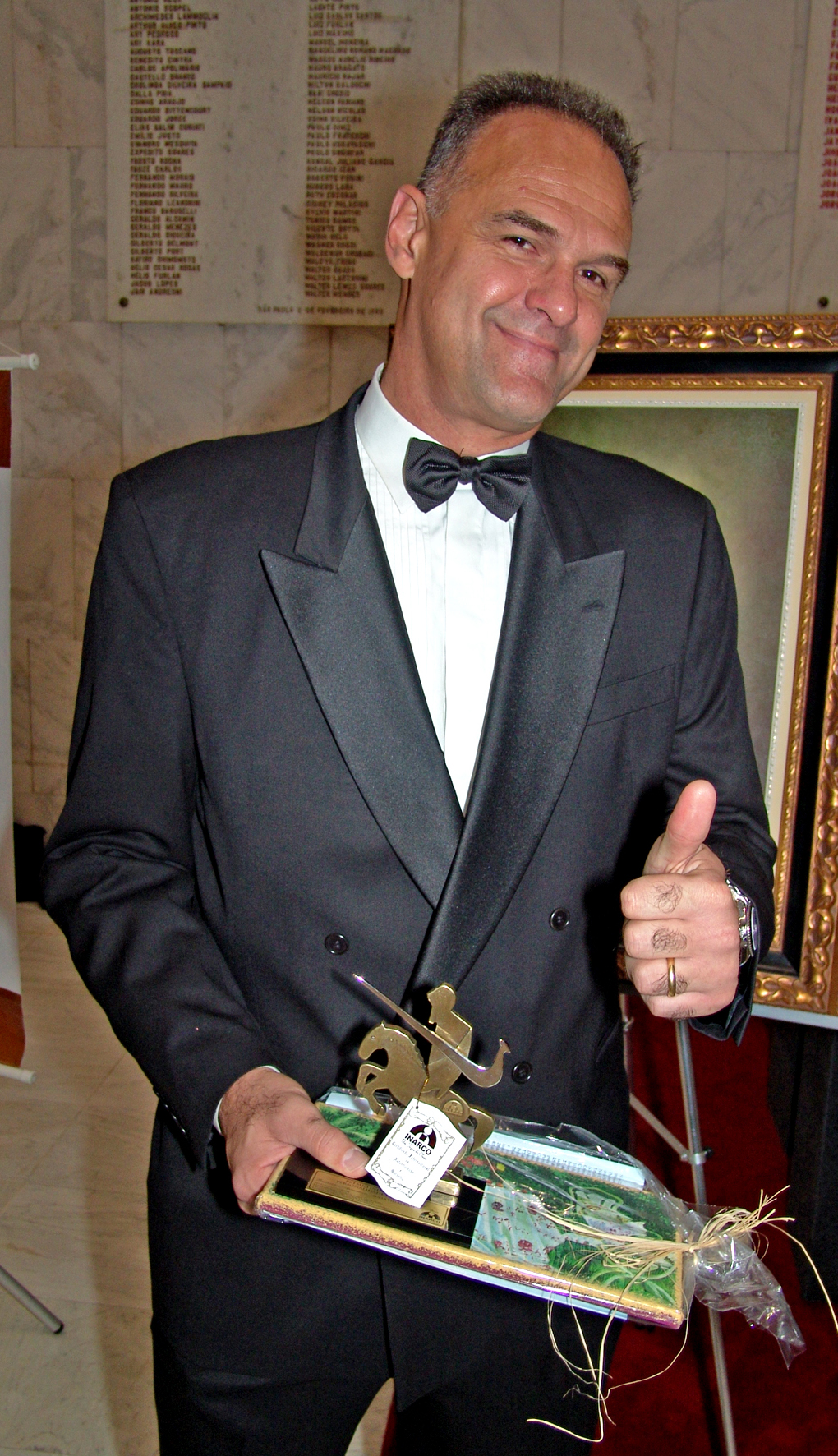
Oscar Schmidt a scoré 49737 points sur 28 ans de carrière.

Cette liste des meilleurs marqueurs en basket-ball regroupe la liste des joueurs de basket-ball qui ont marqué le plus de points au cours de leur carrière professionnelle. Elle peut varier en fonction des catégories de compétitions retenues.
Cette liste se base sur les résultats en saison régulière et en éliminatoires, en équipe nationale et en matchs internationaux.
En avril 2024, LeBron James devient le joueur le plus prolifique en termes de points. C’est aussi le meilleur marqueur de NBA. Il devance le Brésilien Oscar Schmidt, alors le basketteur ayant marqué le plus de points, avec officiellement 49 737 points marqués au cours de ses 28 ans de carrière. Il détient le record du plus grand nombre de points pour une équipe nationale, avec 7 693 en 326 matchs pour le Brésil. Il n'a jamais joué en NBA malgré sa sélection par les Nets du New Jersey lors du repêchage en 1984.

## Classement
| ^ | Active player                           |
| * | Introduit Basketball Hall of Fame       |
| † | Non eligible au Basketball Hall of Fame |

| Rang | Nom                 | Poste       | Points | En Ligue                                                                                        | En National | En International | C |
| ---- | ------------------- | ----------- | ------ | ----------------------------------------------------------------------------------------------- | --- | ---------------- | - |
| 1    | LeBron James        | Ailier      | 49 761 | 48 735 - Régulière : 40 474 - Play-offs : 8 162 - Play-in : 75 - In-Season Tournament Final: 24 | 979 - Jeux Olympiques : 273 - Coupe du Monde : 125 - Americup : 181 - 2001 Youth Development Festival : 48 - Exhibition : 352 | 47               | ^ |
| 2    | Oscar Schmidt       | Arrière     | 49 737 | 42 044 (Régulière et Play-offs)                                                                 | 7 693 | 0                | * |
| 3    | Kareem Abdul-Jabbar | Pivot       | 44 149 | 44 149 - Régulière : 38 387 - Play-offs : 5 762                                                 | 0 | 0                | * |
| 4    | Karl Malone         | Ailier fort | 41 860 | 41 689 - Régulière : 36 928 - Play-offs : 4 761                                                 | 171 | 0                | * |
| 5    | Kobe Bryant         | Arrière     | 39 851 | 39 283 - Régulière : 33 643 - Play-offs : 5 640                                                 | 504 | 64               | * |
| 6    | Michael Jordan      | Arrière     | 38 899 | 38 279 - Régulière : 32 292 - Play-offs : 5 987                                                 | 0 491 | 129              | * |
| 7    | Dirk Nowitzki       | Ailier fort | 36 357 | 35 223 - Régulière : 31 560 - Play-offs : 3 663                                                 | 1 134 | 8                | * |
| 8    | Wilt Chamberlain    | Pivot       | 35 026 | 35 026 - Régulière : 31 419 - Play-offs : 3 607                                                 | 0 | 0                | * |
| 9    | Kevin Durant        | Ailier      | 34 860 | 33 934 - Régulière : 28 924 - Play-offs : 4 985 - Play-in : 25                                  | 806 | 120              | ^ |
| 10   | Julius Erving       | Meneur      | 34 606 | 34 606 - Régulière : 30 026 (dont 11 662 en ABA) - Play-offs : 4 580 (dont 1 492 en ABA)        | 0 | 0                | * |
| 11   | Shaquille O'Neal    | Pivot       | 34 072 | 33 846 - Régulière : 28 596 - Play-offs : 5 250                                                 | 214 | 12               | * |
| 12   | Moses Malone        | Ailier      | 31 793 | 31 793 - Régulière : 29 580 (dont 2 171 en ABA) - Play-offs : 2 213 (dont 126 en ABA)           | 0 | 0                | * |
| 13   | Tim Duncan          | Pivot       | 31 771 | 31 668 - Régulière : 26 496 - Play-offs : 5 172                                                 | 103 | 0                | * |
| 14   | Hakeem Olajuwon     | Pivot       | 30 736 | 30 701 - Régulière : 26 946 - Play-offs : 3 755                                                 | 35 | 0                | * |
| 15   | Dan Issel           | Pivot       | 30 416 | 30 416 - Régulière : 27 946 (dont 12 823 en ABA) - Play-offs : 2 934 (dont 1 905 en ABA)        | 0 | 0                | * |